# アルバス・ダンブルドア
アルバス・パーシバル・ウルフリック・ブライアン・ダンブルドア（英: Albus Percival Wulfric Brian Dumbledore）は、J・K・ローリングの小説『ハリー・ポッター』シリーズおよび、その派生作品に登場する架空の人物。
主人公のハリー・ポッターが入学することになるホグワーツ魔法魔術学校の校長であり、ハリーの恩師となる人物。
作品世界においては魔法に関する研究や、闇の魔法使いゲラート・グリンデルバルドとの決闘など数々の業績を築いた、20世紀で最も偉大な魔法使いで、多くの人々の尊敬を集め、闇の魔法使いヴォルデモートが唯一恐れる人物でもある。一方で、自身を愚かな人間であると自覚し、そのためにさまざまな絶望や挫折に苦しむことになった過去を秘めている。
シリーズ全巻に登場する（第7巻『死の秘宝』では肖像画や憂いの篩、およびハリーの頭のなかで登場）。

## 概要

### 名前
「アルバス」はラテン語で「白」を意味し、しばしば「善」の象徴として用いられる。
「パーシバル」はアルバスの父親のファーストネームを取って名付けられたと思われるが、アーサー王物語にも同名の騎士が登場する。語源は、perce（貫く）とval（谷）で「谷を駆け抜ける者」とされている。
「ウルフリック」は wolf-power を意味し、伝説の英雄ベーオウルフ（Beowulf）を思わせる（ベーオウルフは Grendel という巨人を倒しているが、この Grendel もゲラート・グリンデルバルドを思い起こさせる名前である）。
「ブライアン」は「強い」「気高い」などの意味がある。
「ダンブルドア」は古いデヴォンの言葉で「マルハナバチ」を意味する。作者のローリングは、音楽好きで鼻歌を歌いながら歩き回っているイメージで「ダンブルドア」と名付けたという。

### 外見
長身で、父親似のきらきらしたブルーの瞳と、半月型の眼鏡がトレードマーク。長い鼻は少なくとも二回は折れ曲がっている（内一回はアリアナの件でアバーフォースに鼻をへし折られた際である）。ひげと髪が長く、若いころは鳶色で、年老いてからは銀色。
左膝の上に、ロンドンの地下鉄地図の形をした傷がある。

## 来歴

### 学生時代まで
1881年夏、モールド・オン・ザ・ウォルドに住む魔法族のダンブルドア家に、パーシバル・ダンブルドアとケンドラ・ダンブルドアの長男として生まれる。
1883年 - 1884年ごろには弟アバーフォースと妹アリアナが生まれる。
幼少期は、母ケンドラから「吟遊詩人ビードルの物語」を読み聞かされたりしていたほか、秘密主義を学んだとされる。
1891年 - 1892年ごろ、妹アリアナが裏庭で魔法を使っていた際、3人のマグルの少年に暴行され、以降アリアナは精神不安定となり、たびたび魔力を暴発させるようになる。父パーシバルはアリアナを襲ったマグルの少年に復讐しアズカバンへ投獄され（のちに獄死）、これを機にダンブルドア家はアリアナを安全に守るためにゴドリックの谷へ移住した。ただし、アルバスは、妹に付きっきりだった母や、妹が一番なついていた弟ほど妹の面倒を見なかったとされる。
1892年、ホグワーツ魔法魔術学校に入学、グリフィンドール寮生となる。
入学時は、「マグル嫌いの犯罪者の息子」という悪評を背負っていたが、入学して数か月後にはそのような悪評もなくなり、1年生の終わりには「ホグワーツ校始まって以来の秀才」と言われるようになる。在学中は監督生と首席に選ばれ、学校の賞という賞を総なめにし、論文が「変身現代」や「呪文の挑戦」、「実践魔法薬」などに掲載される、ウィゼンガモット最高裁への英国青年代表に選ばれる、秀でた呪文術へのバーナバス・フィンクリー賞や、カイロ国際錬金術会議での革新的な論文による金賞を受賞するなど、数々の栄誉に輝く。N.E.W.T試験でも、変身術と呪文学の試験官グリセルダ・マーチバンクスに、「これほどまでの杖使いは見たことがない」と評された。
交友関係については、アルバスは入学初日にエルファイアス・ドージと友達になり、彼ら友人をつねに喜んで助けていたり激励していたとされ、友人たちもアルバスを模範生として見習っていたとされる。また、在学中より著名な魔法使いとの手紙のやり取りをしており、アルバスが交流していた相手は、近所に住む魔法史家のバチルダ・バグショット、錬金術師のニコラス・フラメル、魔法理論家のアドルバート・ワフリングなどがいる。
1899年、ドージと行くことを予定していた卒業記念旅行の出発前夜に母ケンドラが死亡。弟アバーフォースをホグワーツで学ばせ、家に残される妹アリアナの世話をするために、ゴドリックの谷に留まる。
しかし同年夏、ゴドリックの谷を訪れたゲラート・グリンデルバルドと意気投合。自分の才能を発揮する機会がないことを嘆いていたアルバスは、自分同様優秀なグリンデルバルドに魅了され、グリンデルバルドの「死の秘宝」を探しマグルを支配する計画に夢中になり、妹の世話をないがしろにする。しかし2人の計画にアバーフォースが反対し、アバーフォース、グリンデルバルドとの三つ巴の争いになり、これに妹アリアナが巻き込まれて亡くなる。この事件を受けてグリンデルバルドはゴドリックの谷を去り、のちに対決するまで二人がふたたび会うことはなかった。妹の葬儀では、妹の死を弟アバーフォースに責められて、鼻をへし折られた。

### その後・物語開始以前
その後、母校の「変身術」教授に就任。1920年代ごろ、当時ホグワーツの生徒だったニュート・スキャマンダーが魔法動物で人間の命を危機にさらした罪で追放された際にひとりだけかばい、イギリス魔法省で働けるよう取り計らう（映画『ファンタスティック・ビースト』）。1938年にはトム・マールヴォロ・リドル（のちのヴォルデモート）にホグワーツ入学を薦め、1943年にはトム・リドルに罪を着せられて退学処分になったルビウス・ハグリッドを森番としてホグワーツに残れるよう取り計らっている。
1945年、トム・リドルが卒業、リドルはホグワーツの「闇の魔術に対する防衛術」の教授の座を欲するが「教師という立場を使って生徒を自分の思想に導き仲間を増やすのが志望動機」と見抜いたダンブルドアは当時の校長アーマンド・ディペットに採用しないように進言した。
同じく1945年には、闇の魔法使いとして勢力を広げていたグリンデルバルドと決闘し勝利。この時、グリンデルバルドが持っていたニワトコの杖とその忠誠を得る。
蛙チョコレートに付いているカードによると、このほかにもドラゴンの血の12の使用法を発見したり、ニコラス・フラメルと錬金術の共同研究を行なったりと数々の功績を残しており、マーリン勲章勲一等を授与されているほか、大魔法使い、魔法戦士隊長、最上級独立魔法使い、国際魔法使い連盟議長、ウィゼンガモット最高裁主席魔法戦士、といった肩書きを獲得した（後半ふたつは第5巻『不死鳥の騎士団』で一時剥奪される）。
1956年ごろ、母校の校長に就任。校長に就任して間もなく、ふたたびトム・マールヴォロ・リドルが教授になることを頼みに来るが、ダンブルドアはこれを断っている。このときより、「闇の魔術に対する防衛術」の教授が1年以上教鞭を取ることができなくなった。また、このときのトムの態度から、ダンブルドアはトムの改心は不可能と判断し、以後は打倒ヴォルデモート運動に力を注ぐようになる。
1970年代ごろ、ヴォルデモートが暗躍しはじめると、不死鳥の騎士団を結成してヴォルデモートに対抗する。このころ、ダンブルドアは「名前を呼んではいけないあの人が最高潮の時の力にも対抗できる唯一の存在」と言われるようになっていた。ヴォルデモート自身もダンブルドアには一目置き戦おうとはしなかったが、ダンブルドアもすでにヴォルデモートを力で矯正できる次元はとうに過ぎ去ったことに気づいており、ヴォルデモートと戦う術すらわからない状態にあった。ダンブルドアはヴォルデモートの弱点を探るために、その過去を調べることでヴォルデモートに対抗しようと考えた。ヴォルデモートの過去を追求したダンブルドアは、ボブ・オグデンやモーフィン・ゴーント、ホキーの記憶を集めた。その結果、ヴォルデモートが分霊箱を作成したことを予想した。
1980年ごろ、ヴォルデモートの力はすでに史上最強と言われるほどに高まっており、それにもかかわらずその力を天井知らずに増していく一方だった。そんなとき、シビル・トレローニーがヴォルデモートを打ち破る可能性のある子供の誕生を予言する。盗聴していたセブルス・スネイプがヴォルデモートに報告したことにより、ヴォルデモートは予言の子をジェームズ・ポッター、リリー・ポッター夫妻のもとに生まれる子だと決め、ヴォルデモートにポッター夫妻が狙われるようになる。この時よりポッター夫妻の保護を考えるようになる。また、好意を寄せていたリリーが狙われるようになり、スネイプがヴォルデモートを裏切ってダンブルドアにリリーの保護を申し出る。ダンブルドアはスネイプにポッター家全員の保護を願うようにと諭し、以後ヴォルデモートを裏切ったスネイプをスパイの任務に就かせる。

### 作中
1981年10月31日、ポッター夫妻がヴォルデモートに殺され、ヴォルデモートが失踪すると、ヴォルデモートの「死の呪い」から生き残ったハリー・ポッターを親戚のペチュニア・ダーズリー一家に預けた。スネイプには、リリーの遺志を継いでハリーを守るよう諭す。
1991年9月1日、ハリー・ポッターがホグワーツに入学。スネイプにはクィリナス・クィレルの見張り、およびハリーの命の保護を命じる。また生前のジェームズから借りていた透明マントをクリスマスプレゼントとしてハリーに贈る。
1992年6月、ハリーをクィレルとヴォルデモートから救う。
1993年、ルシウス・マルフォイの策でいったん校長を停職になるが、不死鳥フォークスの助けによりハリーが事件を解決すると、ふたたび校長に復帰。ルシウスはホグワーツ理事を辞めさせられる。この事件のあと、日記が分霊箱であることが判明し、ヴォルデモートが複数の分霊箱を作成した可能性を考えるようになる。
同年夏、シリウス・ブラックがアズカバンを脱獄。ダンブルドアは学校に吸魂鬼を配置することを了承する。
1994年6月、シリウスが無実であると知り、ハリーとその友人ハーマイオニー・グレンジャーに逆転時計で救助するよう提案する。
同年、ホグワーツで三大魔法学校対抗試合が行われ、ボーバトン魔法アカデミーおよびダームストラング専門学校の教職員および生徒を受け入れる。
1995年6月、ヴォルデモートの復活にともない、アラスター・ムーディに変身していたバーテミウス・クラウチ・ジュニアに真実薬を飲ませてさまざまなことを聞き出す。ヴォルデモート復活を信じない魔法省と決別し、不死鳥の騎士団の活動を再開する。また、復活の儀式の様子をハリーから聞き、ヴォルデモートが複数分霊箱を作成したと確信する。
以降、魔法省の策略によりダンブルドアは苦境に立たされることになる。また、ヴォルデモートと精神がつながっているハリーとは距離を置き、スネイプにハリーの閉心術の訓練を命じる。
1996年、ダンブルドア軍団の活動が明るみに出て、魔法省によって校長を停職させられる。その後、神秘部の戦いに参加し、死喰い人たちを捕らえる。その後、ヴォルデモートと対決し、残る死喰い人のベラトリックス・レストレンジとともに退散させる。この戦いにより、魔法省職員がヴォルデモートを目撃し、その復活が公にされる。また、ハリーに予言のことを告げ、校長に復帰する。

### 死
1996年夏、分霊箱にして死の秘宝のひとつでもある「蘇りの石」が埋め込まれた「マールヴォロ・ゴーントの指輪」を発見するが、かつて渇望した思いが再び芽生え、そして家族に会いたいがために指輪をはめ、分霊箱を保護する呪いを受ける。スネイプの処置で一命はとりとめるものの、1年以内の死が確定する。
近い将来、ヴォルデモートが自分の持つニワトコの杖を狙ってくるだろうと予測していたダンブルドアは、自身の死を利用して、ニワトコの杖を葬る計画を立てる。杖は忠誠心を持ち（ニワトコの杖も例外ではない）、その忠誠心は杖を勝ち取ることによって移動する。ただし「計画された敗北」では忠誠心は移動しないため、アルバスはセブルス・スネイプに自分を殺させ、杖の最後の真の所有者として死ぬ計画を立てていた。こうすればアルバスから杖を勝ち取る者は誰も出てこなくなり、誰も杖の「真の所有者」にはなれなくなるはずだった。
同年、分霊箱の秘密を探るため、ヴォルデモート在学時に親しかったホラス・スラグホーンを教授に復帰させる。また、ハリーに個人教授をし、ヴォルデモートの過去に関するさまざまな記憶を見せ、ヴォルデモートが複数の分霊箱を作成したことを教える。
1997年6月、ハリーとともにヴォルデモートの分霊箱のひとつ「サラザール・スリザリンのロケット」（じつはレギュラス・ブラックにすりかえられた偽物）を発見し、それをホグワーツ城に持ち帰ったところでアルバスの命を狙うドラコ・マルフォイに遭遇。ハリーを守ろうとするがドラコに武装解除される。これにより、ニワトコの杖の忠誠心がドラコに移動する。その後、スネイプがダンブルドアにとどめを刺すが、ドラコが最後の所有者のまま死亡し、計画は失敗する。116歳没。
のちに、ニワトコの杖はアルバスの遺体とともに墓に葬られるものの、ヴォルデモートに奪われる。だが、最終決戦でハリーが取り返し、もとの墓へ戻される（映画版では、ハリーにより杖は折られる）。

### 死後
死後は、校長室の肖像画となり、校長となったスネイプに指示を与える。自身の肖像画の背後に、グリンゴッツ銀行に送られたはずのグリフィンドールの剣を隠している。ヴォルデモートはスネイプにグリフィンドールの剣をベラトリックスの金庫に送るよう指示させていたが、ハリーが分霊箱を破壊するために必要なことをダンブルドアに教えてもらったことから、偽物の剣を送っていた。『死の秘宝』中盤でスネイプによりハリーたちの手に渡り、分霊箱のひとつであるスリザリンのロケットを破壊することになる。
また、ハリーが仮死状態になったとき、ハリーの頭のなか（生死の狭間とされる）に現れ、ハリーが分霊箱であったことや、ヴォルデモートがハリーの血の守りを取り入れたためにハリーが死なない仕組みとなったこと、ハリーの杖がヴォルデモートの杖の資質の一部を吸収していたことなどを教える。また自分の過去について語り、死の秘宝のことや、妹に対する自責の念などを語る。

## 人物
つねに茶目っ気たっぷりな好々爺で、普段は周囲の人間と穏やかに接している。基本的に、他人に情けやチャンスを与える人間であり、退学にされたハグリッドを森番の訓練として学校に残し、人狼に噛まれたリーマス・ルーピンの入学を許可する（ハグリッドとルーピンについては、のちに教師に抜擢）。人生について悩んでいたミネルバ・マクゴナガルを元気づけたりもする。
また、ならず者のマンダンガス・フレッチャーの危機を救い、スネイプのように過去に過ちを犯していても、悔い改めようという意志を見せた者は誰であれ仲間として受け入れる。それゆえ、悪に染まったヴォルデモートを救えないことを誰よりも悲しんだのはダンブルドアであった。
一方で、非常に冷徹に作戦を立てる策略家の面もあり、ヴォルデモートを滅ぼすためにハリーの死が必要だと判断すると、冷徹にハリーを死に導く計画を立てたりもする（ただし、血の守りにより死なないことも推測していた）。作者はダンブルドアについて「マキャベリ的な策謀家」と発言している。
しかし、決して冷血な人間というわけではなく、ハリーのことを思いやり、彼にいつ予言のことを伝えようかと迷う。
また、家族（とくに妹）に対する非常に強い自責の念も抱えており、みぞの鏡をのぞくと家族が見え、相手のもっとも恐れるものに姿を変えるまね妖怪ボガートは、妹の遺体に変化する。蘇りの石を見つけた際には、家族に謝るために使おうとする。
過去に、自身が栄光や名誉を求め、権力欲や自己顕示欲を持ち、グリンデルバルドと意気投合して妹の死を招いたことから、以降は栄光と権力を前にすると判断力を失うという自覚を持っている。魔法大臣へ就任するよう何度も請われながら、それを拒否しつづけたのは、そのためである。
そのほか、死の秘宝に未練を持つあまりジェームズから透明マントを借りる、自分がアリアナを死なせたと思いたくないあまり、グリンデルバルドより自分のほうが強いことを受け入れたくなくて、戦いを先延ばしにするなどといった心の弱さも持っている。結果的に透明マントをジェームズから借りたため、一家はハリーを除き「死」から隠れることができなかった。

### 才能
前述のとおり、ホグワーツでは模範生として見習われ、入学後1年で「ホグワーツ始まって以来の秀才」との評判を得て、在学中にさまざまな賞を獲得し、N.E.W.T試験でも「これまで見たことがない杖使い」と評される。
その優秀さは終生変わらず、魔法に関しては作中でもグリンデルバルドやヴォルデモートと並んでトップクラスの技量の持ち主とされる。
全編を通して最強の魔法使いであり、並の魔法使いでは到底ダンブルドアの相手にはならず、ニワトコの杖を所持していたグリンデルバルドにも決闘で勝利した。この決闘は、後世にまで語り継がれる伝説となっている。また、第5巻の神秘部の戦いでは、歴戦の闇祓いたちと渡り合える死喰い人をひとりで一網打尽にし、ベラトリックスを一方的にねじ伏せる。好戦的な性格のベラトリックスでさえ、ダンブルドアが操る立像が迫るのを見て悲鳴をあげる。ヴォルデモートですら激闘の末に、逃亡を余儀なくされる。凄まじいまでの魔力を有し、さらにニワトコの杖の使用により発せられる呪文の強さは対峙した人物だけでなく、周囲の者までも戦慄させる。
ダンブルドアの存在ゆえにヴォルデモートはホグワーツにだけは手出しができず、またグリンデルバルドはイギリスではいっさい事件を起こさなかったとされる。
また言語能力にも優れており、作中ではマーミッシュ（水中人の言語）を話す描写があるほか、パーセルタング（蛇語）も理解している。ただし、生まれつきのパーセルマウス（蛇語を解する者）ではない。
洞察力も高く、ダンブルドアの推量は大体が当たり、血の守り、魂の分割、杖の資質などについて、推量もあるが、驚くべき正確さで洞察する。ただし、ダンブルドア自身は「並外れて賢い故に、誤りも大きくなってしまう」と述べる。
魔法界育ち特有のセンスを持ち合わせつつ、マグルについて正確な知識を有している稀有な魔法使いである。マグル界の情報収集にも怠りがなく、第4巻『炎のゴブレット』ではマグルの新聞を、第6巻『謎のプリンス』ではマグルの雑誌を読んだと語る。これにより、フランク・ブライスの死の真相を見抜いて、ヴォルデモートに関するヒントを得る。また、ダンブルドアが記した「吟遊詩人ビードルの物語」の解説文には、マグルの詩人アレキサンダー・ポープ（作品世界中の人物ではなく現実世界における実在人物）の「人間論」の一節が用いられている。
なお、ダンブルドアの守護霊は不死鳥である。

### 趣味
蛙チョコレート付属のカードによれば、趣味は室内楽とボウリングである。ダンブルドア自身の弁によれば、現在、その情熱は生徒たちと文学、錬金術、そして厚い毛糸のソックスに注がれているとのことである。
菓子が好きで、とくにマグル界の甘いものが好物。ただし百味ビーンズに関しては、食べるたびに妙な味（作中では昔食べた際には「ゲロ味」、ハリーの前で口にした際には「耳くそ味」）に当たるジンクスがあるので好まない。ダンブルドアが校長であるときは、校長室に入る合言葉はすべて菓子の名前である。また好きなジャムはラズベリーで、シャーベットレモン (sherbet lemon) というマグル界の飴（なかにしゅわしゅわした粉が入ったレモン味）をマクゴナガルが大事な話をしようとしている際に勧める場面もある。

### 人間関係
父は魔法使いのパーシバル・ダンブルドア、母はマグル生まれの魔女のケンドラ・ダンブルドア。弟はアバーフォース・ダンブルドア、妹はアリアナ・ダンブルドア。映画『ファンタスティック・ビースト』では、アウレリウス・ダンブルドア（クリーデンス・ベアボーン）という甥がいるとされる。
さまざまな魔法使いと交流があり、とくに親しい友人としては、共同研究者のニコラス・フラメル、学友のエルファイアス・ドージ、教師仲間のホラス・スラグホーン、旧知の仲のアラスター・ムーディの名前が挙げられる。このうち、ドージとムーディはアルバスが結成した不死鳥の騎士団のメンバーでもある。
ほかに親しい人物として、前述のバチルダ・バグショットやグリセルダ・マーチバンクスなどが挙げられる。
ホグワーツの教師陣や不死鳥の騎士団員など、さまざまな魔法使いに尊敬されており、とくにダンブルドアに恩義のあるドージ、ハグリッド、マクゴナガル、ルーピンなどはダンブルドアに絶大な忠誠心と信頼を寄せている。ダンブルドア自身も、部下の騎士団員にそれなりの信頼を見せる様子が描かれている。
ゲラート・グリンデルバルドとは若いころ、短期間ながら親交があり、当時自分と唯一対等な人物として非常に惹かれていた。小説完結後、作者は「ダンブルドアは男性に恋をしたことがある」と明言したが、ダンブルドアが恋をした相手とはグリンデルバルドのことである。
弟アバーフォースは、アルバスが妹を顧みず、グリンデルバルドとの計画が妹の死を招いたことから、世の中の多くの魔法使いと違い、アルバスを尊敬の目で見てはいない様子である。
また、敵対する者には容赦ない態度を取り、第4巻や第5巻ではヴォルデモートの復活を認めない魔法省に対して毅然とした態度を取る。また、死喰い人に対しては徹底的に容赦がなく、第4巻のクラウチ・ジュニアや、第5巻で神秘部にいた者たちに対し、怒りの形相を見せる。
ハリー・ポッターは愛する教え子であると同時に、終生の敵であるヴォルデモートを唯一滅ぼせる者であるため、生まれたときから非常に気にかけていた。それを差し引いても、勇敢で謙虚、己が一番大切に思う「愛」の尊さを知っていたハリーには大きな愛情を抱き、ときに普通の生徒以上に厚く遇することもある。そのため、入学してからさまざまな苦難に遭うハリーに何かと心を砕き、ここぞという局面で力を貸す。しかし一方で、ハリーをヴォルデモート打倒のための「兵器」と見なすようなところもあり、スネイプは「今までハリーを護ってきたのは、ふさわしい時に死なすためか」と非難する。
ハリーもダンブルドアには大きな信頼を寄せるが、巻を進めるごとに明らかになるダンブルドアの暗い側面や弱さを知って驚き、一年生のころにダンブルドアに対して抱いていた理想を崩され、幻滅の悲哀を味わう。またダンブルドアがハリー自身に学ばせる一環として秘密主義を徹底したため、真実を教えないダンブルドアにいらだち、感情が不安定なときは非難することもある。しかし、死してなおハリーには偉大な人物として大きく影響を残し、最後にハリーの意識の中にも「全ての答え」の体現として現れる。また戦いが終わったあと、生まれてきた自身の二男にダンブルドアのファーストネームを付ける。
スネイプは当初敵対していた関係上、突如ポッター家の保護を自分に頼みに来たことに不審を抱き、その内容がリリーだけを守るもので彼女の夫と息子は顧みないと知ると、「見下げ果てた奴」と軽蔑していた。その後ポッター夫妻が亡くなると、絶望するスネイプを諭し、愛する女性の子供を呪われた道に引きずり込んだ罪を贖うようにと、自身の駒として働かせるようにした。しかしリリーへの思いの深さや、恩人に対する義理堅さ、使命のためなら死をも厭わぬ勇敢さを知ってスネイプを見直すとともに、自身とヴォルデモートの二重スパイという汚れ役まで担ったスネイプには、大きな信頼を寄せ、ニワトコの杖がヴォルデモートに渡らないようにすべく、スネイプに自身の殺害を任せる。その一方で、リリーとの関係が崩壊してもなお、彼女のために自分のすべてを犠牲にしようとしているスネイプの生き様には、憐れみを抱いてもいるようで、彼がリリーと同じ形をした守護霊を見せた際には、涙を流す（映画版では泣かない）。

#### 恋愛
2007年9月19日の米国ニューヨーク市カーネギー・ホールでの講演で、原作者であるローリングは若いファンから、「ダンブルドアは『真実の愛』を見つけたか」との質問を受けた。これに対しローリングは、「ダンブルドアのことはずっと同性愛者（ゲイ）であると考えており、ゲラート・グリンデルバルドに恋愛感情を抱いていたことがある」と語った。グリンデルバルドがダンブルドアの気持ちに気づいていたかどうかについては、明言を避けた。この恋愛はダンブルドアの「大いなる悲劇」であるとローリングは語る。ダンブルドアが魔法使いによるマグル支配の考えに傾倒した背景には、原作で描かれていた動機に加えて、上記の事柄が複雑に絡み合った結果であるとローリングは明かしている。「彼は恋愛感情を抱いた時点で人道上の指針を完全に失ってしまいました。一連の事件を通して自身の判断力に強い疑念を抱いてしまった彼は、それ以降は誰を好きになることもなく、生涯独身を通し、学問に身を捧げたのです。

### 財産・ペット
ニワトコの杖
杖本体はニワトコの木、芯はセストラルの尻尾の毛。長さは40センチと推定される。死の秘宝のひとつ。
フォークス
校長室にいる不死鳥。杖の芯となる尾羽根をギャリック・オリバンダーに2本提供しており、フォークスの尾羽根で作られた2本の杖は、のちにヴォルデモートとハリーのものとなる。
灯消しライター
照明を自由に点けたり、消したりできるライター。ダンブルドアが亡くなったあとはロン・ウィーズリーへ遺贈される。
憂いの篩（ペンシーブ）
不思議な溶液をたたえ、縁にルーン文字が刻まれた篩（ふるい）。杖で引き出された人間の記憶を液に浮かべることで、その記憶を追体験できる、いわば記憶再生装置である。また杖で突くと、記憶に登場する人物をミニチュアで具体化できる（映画版ではカット）。この装置は、ハリーがヴォルデモートの過去を正確に知るために一役買う。

## ダンブルドアを演じた人物
俳優
- リチャード・ハリス - 映画『賢者の石』『秘密の部屋』
- マイケル・ガンボン - 映画『ハリー・ポッターとアズカバンの囚人』以降
- トビー・レグボ - 映画『ハリー・ポッターと死の秘宝 PART1』『ファンタスティック・ビーストと黒い魔法使いの誕生』（青年期）
- バリー・マッカーシー - 舞台『呪いの子』ロンドン公演
- ジュード・ロウ - 映画『ファンタスティック・ビースト』シリーズ

声優
- 永井一郎 - 映画版・日本語吹替、ゲーム『炎のゴブレット』
- 大木民夫 - ゲーム『賢者の石』『アズカバンの囚人』
- 森川智之 - 映画『ファンタスティック・ビースト』シリーズ
- 紺野相龍 - モバイルゲーム『ハリー・ポッター:魔法の覚醒』